# Ema Spencerová
Ema Spencerová (1. března 1857 Gratiot, Ohio – 30. září 1941 Newark, Ohio) byla americká fotografka, publicistka a učitelka z Newarku ve státě Ohio. V roce 1898 byla Spencerová po boku Clarence H. Whitea jednou ze spoluzakladatelů amatérského fotografického klubu Newark Camera Club.

## Raný život
Ema Spencerová se narodila Dr. Benjaminu Franklinovi Spencerovi a jeho manželce Susan Porter Spencerové ve vesnici Gratiot v okrese Licking v Ohiu. Měla sestru Carolyn a bratra Charlese Hildretha. Navštěvovala střední školu Newark High School, kde získala titul Valedictorian a pokračovala ve studiu na Young Ladies' Institute v nedalekém Granville.

## Fotografická kariéra
Na začátku roku 1898 Spencerová a Clarence H. White spoluzaložili Newark Camera Club, skupinu patnácti amatérských fotografů z města. Ten podzim pracovala v sekretariátu nově založené asociace amatérských fotografů státu Ohio. Fotografická kariéra Spencerové pokračovala nejméně do roku 1914 navzdory rozpuštění klubu Newark Camera Club v roce 1906, kdy White odešel do New Yorku.
| Rok  | Výstava                                                                             | Umístění                                                                               | Poznámky                                                                                             |
| ---- | ----------------------------------------------------------------------------------- | -------------------------------------------------------------------------------------- | --- |
| 1898 | Newark Camera Club                                                                  | 161 North 4th St., Newark, Ohio, USA                                                   | Konáno u Emy Spencerové doma                                                                         |
| 1899 | Newark Camera Club                                                                  | YMCA, Newark, Ohio, USA                                                                | |
| 1899 | Philadelphia Salon                                                                  | Pennsylvania Academy of the Fine Arts, Philadelphia, Pensylvánie, USA                  | |
| 1900 | Fotografický salon v Chicagu                                                        | Art Institute of Chicago, Chicago, Illinois, USA                                       | |
| 1900 | Třetí filadelfský fotografický salon                                                |                                                                                        | Alfred Stieglitz, Gertrude Käsebierová, Clarence H. White, Frank Eugene sloužili jako členové poroty |
| 1900 | Newark Camera Club                                                                  | YMCA, Newark, Ohio, USA                                                                | |
| 1901 | New York Camera Club                                                                |                                                                                        | |
| 1901 | Devátý ročník výstavy Fotografického salonu                                         | Dudley Gallery v Egyptian Hall, Londýn, Velká Británie                                 | Pořádá Linked Ring                                                                                   |
| 1902 | "Fotosecese" v Klubu umění                                                          | National Arts Club, New York City, USA                                                 | |
| 1902 | Mezinárodní výstava                                                                 | Turín, Itálie                                                                          | Oceněna stříbrnou medailí                                                                            |
| 1903 | První mezinárodní výstava současné fotografie                                       | Wiesbaden, Německo                                                                     | Udělena neznámá medaile                                                                              |
| 1903 | Výstava salonních fotografií                                                        | Fotografická společnost Philadelphia                                                   | |
| 1906 | Čtrnáctý ročník výstavy Fotografického salonu                                       | Londýn, Velká Británie                                                                 | |
| 1907 | Výroční výstava členů, New York Photo Club                                          | New York City, USA                                                                     | |
| 1910 | Mezinárodní výstava piktorialistické fotografie                                     | Buffalo Fine Arts Academy, Albright Art Gallery, Buffalo, NY, USA                      | |
| 1911 | Mezinárodní výstava                                                                 | Hamburk, Německo                                                                       | Udělena neznámá medaile                                                                              |
| 1912 | Výstava ilustrující pokrok umění fotografie                                         | Montross Art Gallery, New York City, USA                                               | |
| 1914 | Ema Spencerová                                                                      | Brooklynský institut umění a věd, Brooklyn, New York City                              | Samostatná výstava                                                                                   |
| 1914 | Padesátá devátá výroční výstava Královské fotografické společnosti                  | Galerie Královské společnosti britských umělců, Londýn                                 | |
| 1988 | In Pursuit of Art Amid Difficulties                                                 | Ohio State University, Newark Art Gallery, Lancaster Library a Ohio Historical Society | Posmrtně. Pořadatel: Ohio State University, Newark a Licking County Historical Society               |
| 2020 | No Mere Button-Pressers: Clarence H. White, Ema Spencerová a The Newark Camera Club | Columbus Museum of Art, Columbus, Ohio, USA a The Works, Newark, Ohio, USA             | Posmrtná výstava                                                                                     |

## Kariéra v novinách
Brzy ve svém životě zastávala Spencerová řadu zaměstnání v Newark Advocate. V 80. letech 19. století řídila tři oddělení v novinách. V roce 1916 začala Spencerová psát denní sloupek nazvaný The Melting Pot (Tavicí kotel) pod pseudonymem „teta Ca'line“. V práci na sloupku pokračovala 25 let až do konce svého života.

## Galerie

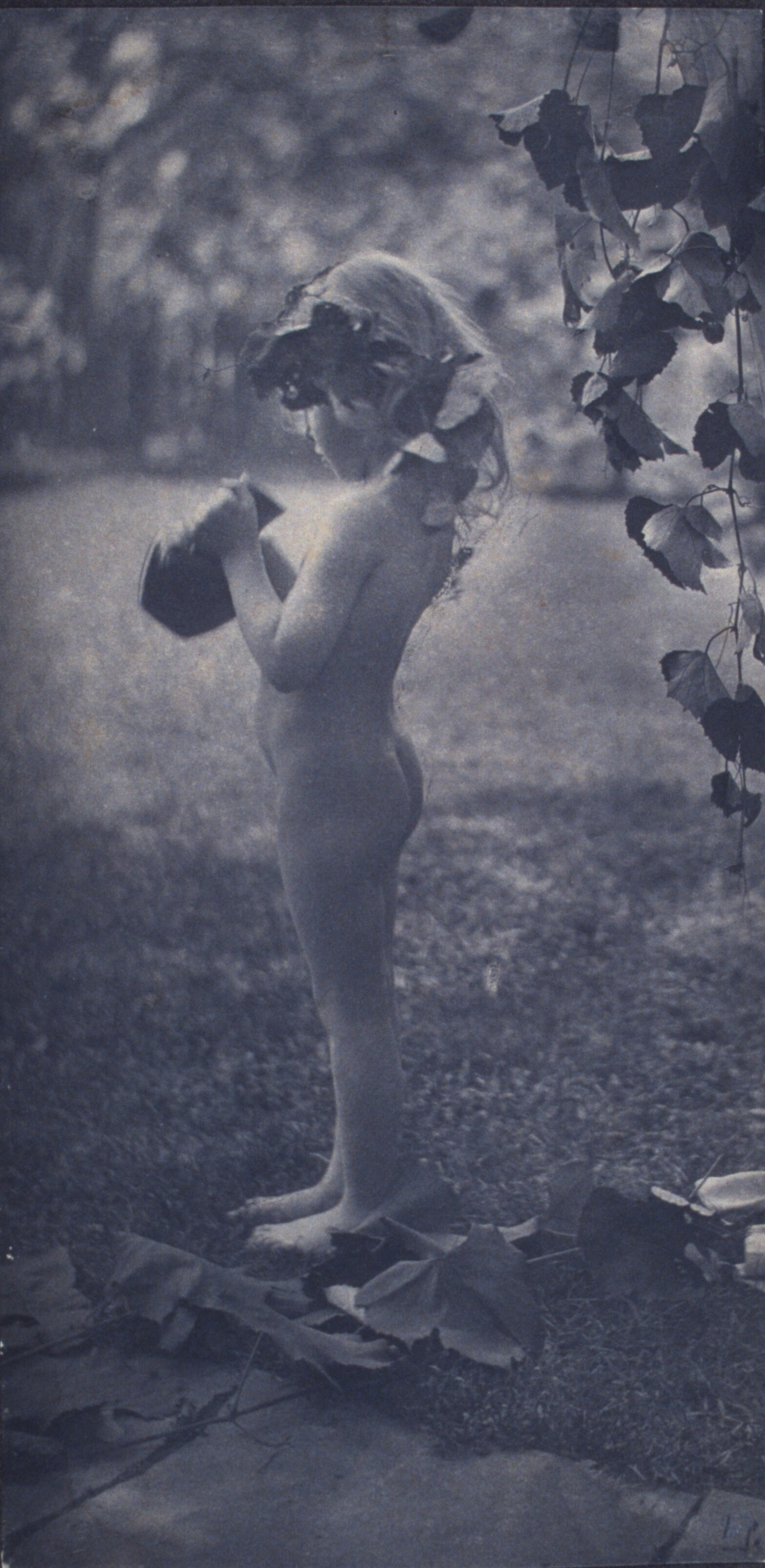
Young Bacchus
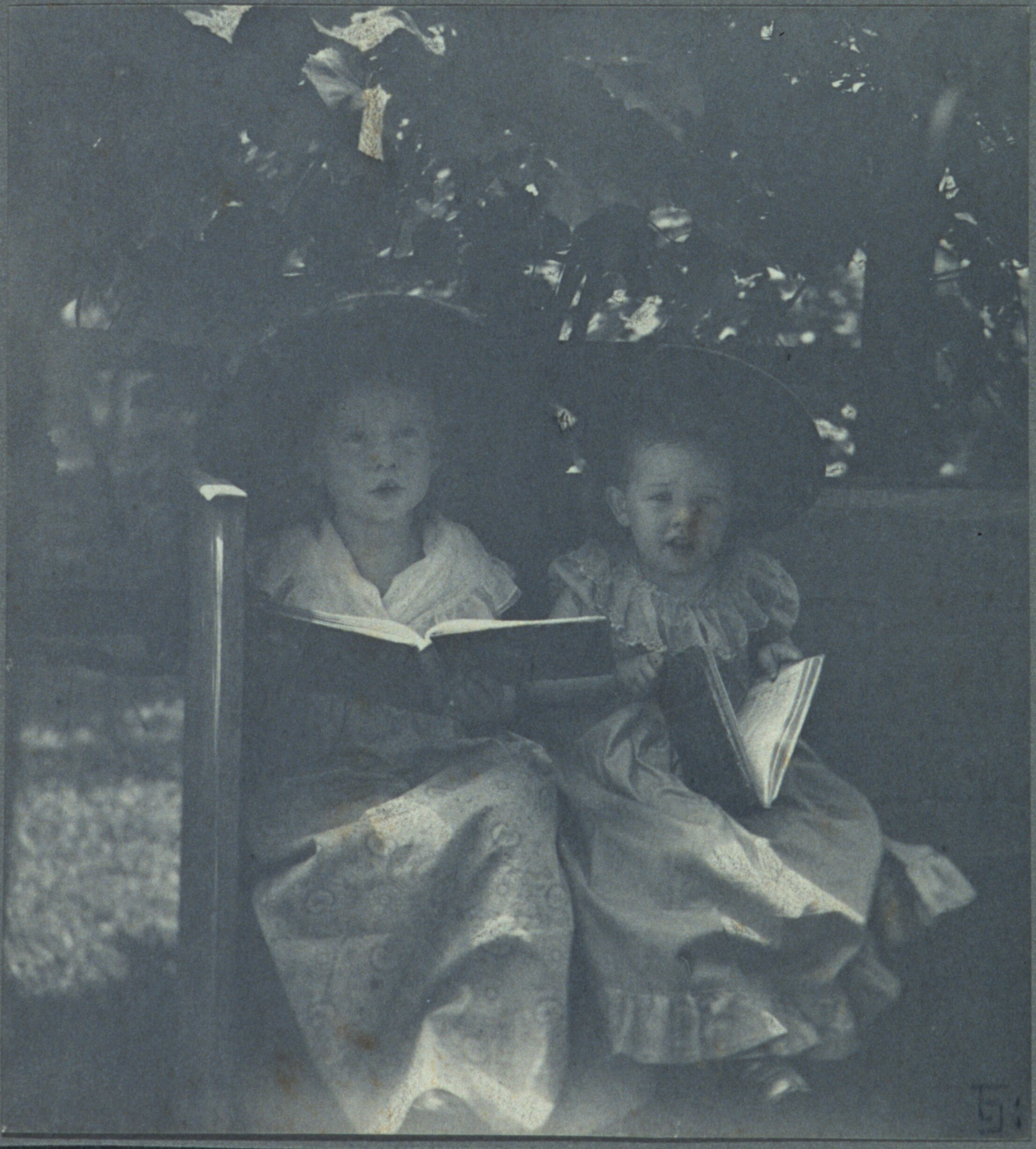
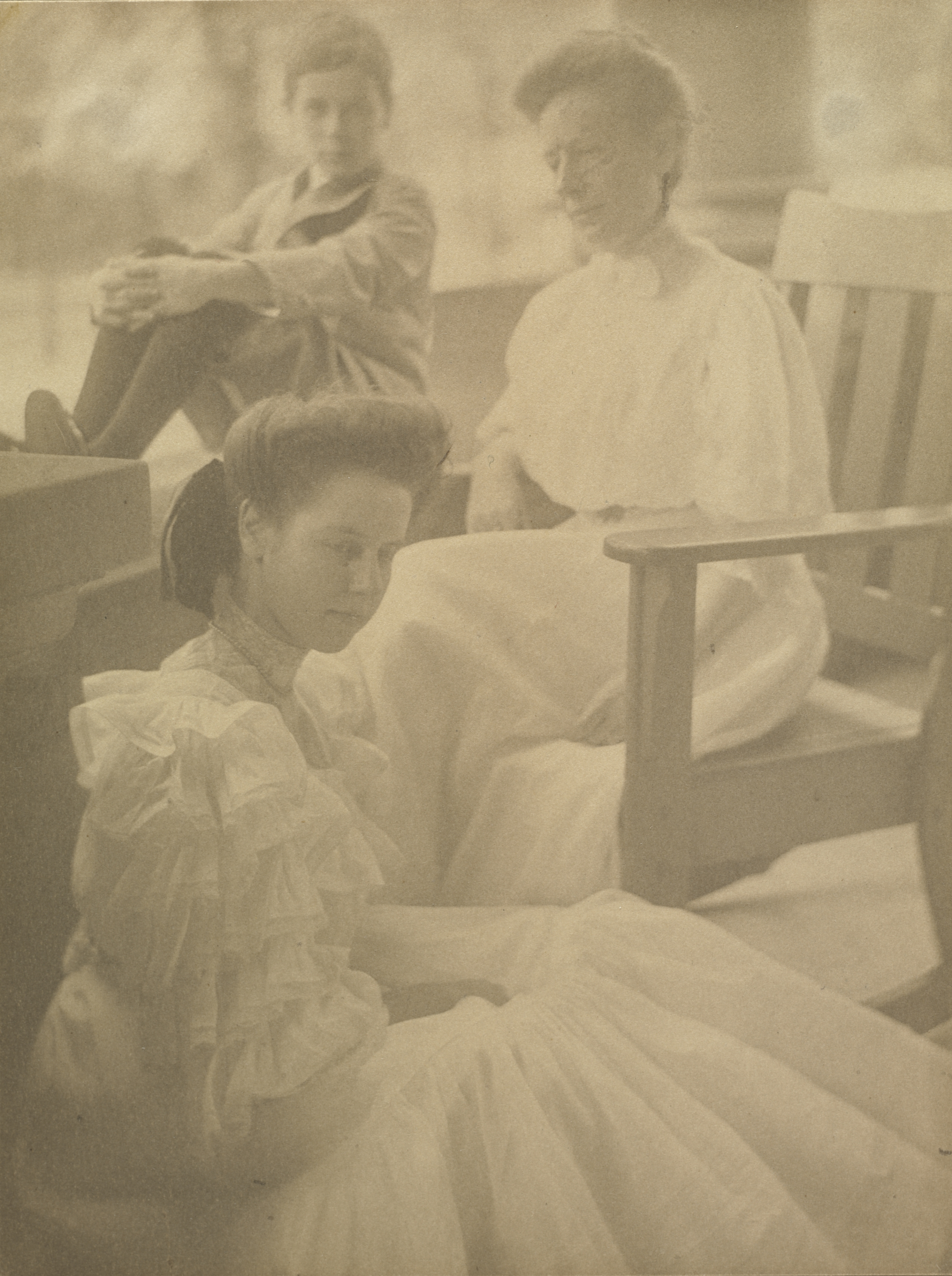
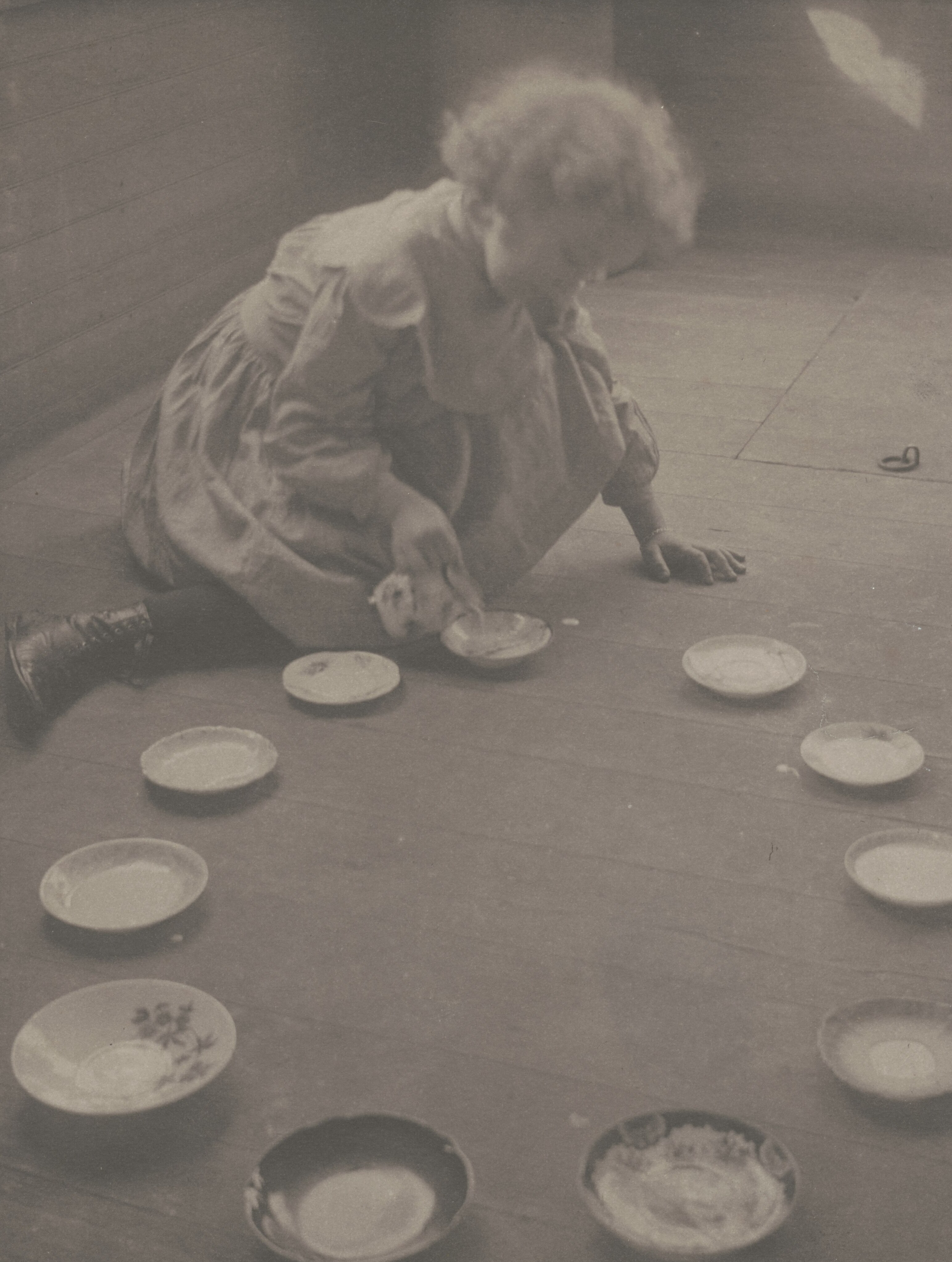
Kitten's party
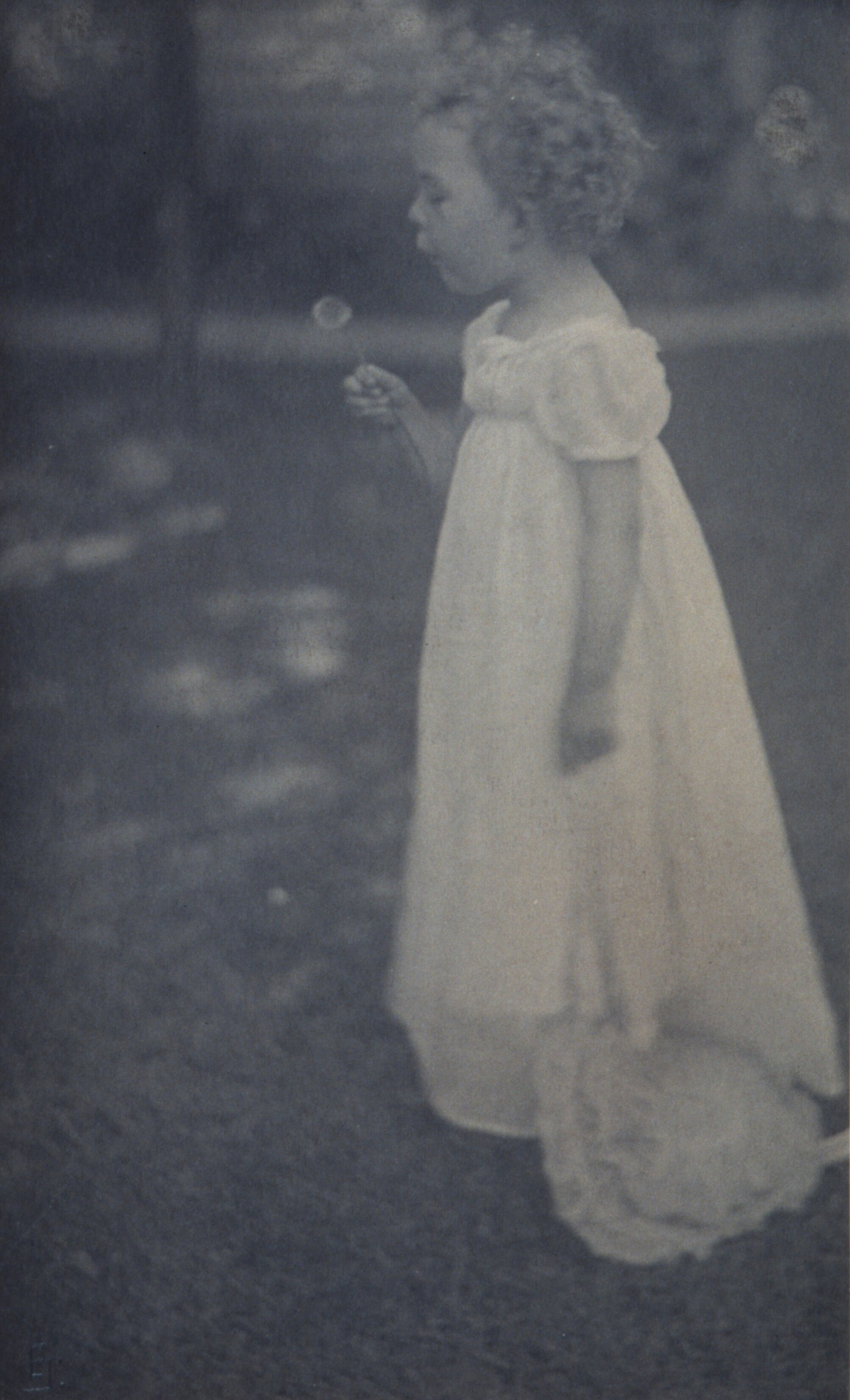
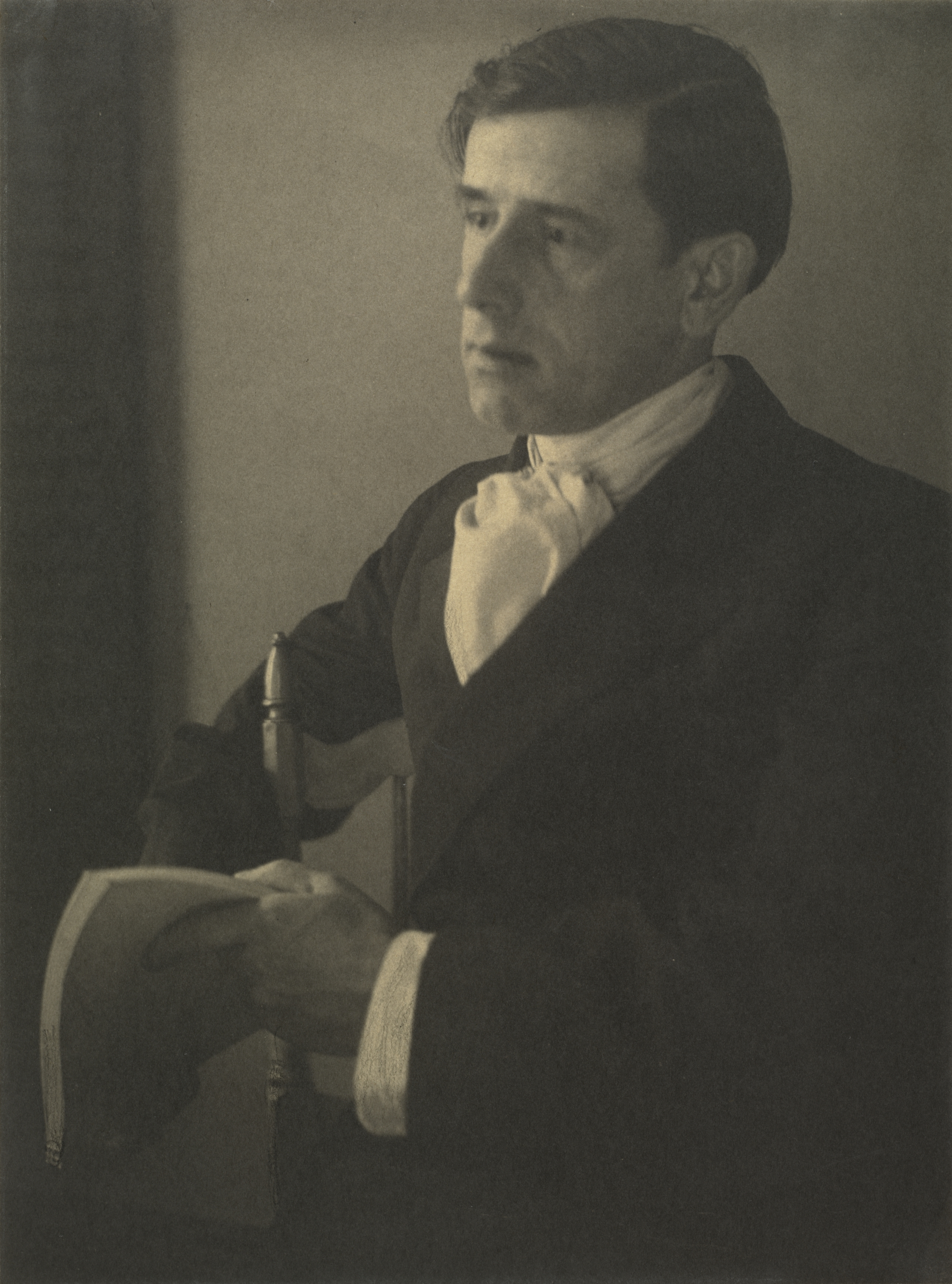
Clarence H. White
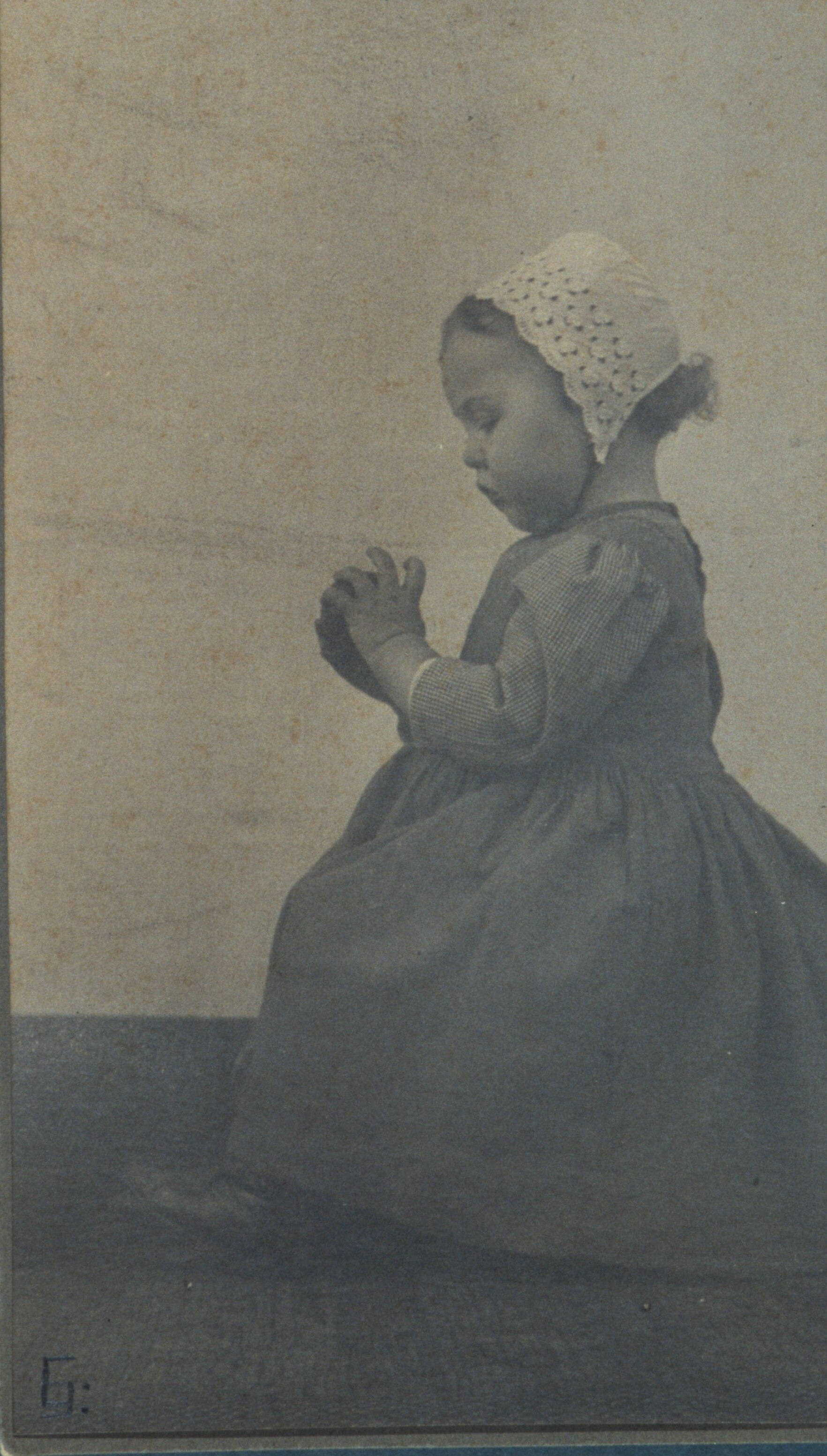
Child with apple
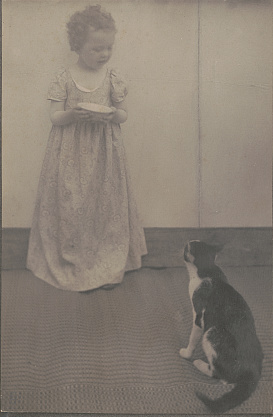
A mute appeal